# Aéroport international Sultan-Aji-Muhamad-Sulaiman
Pour les articles homonymes, voir BPN.
L'aéroport international Sultan Aji Muhammad Sulaiman (code IATA : BPN • code OACI : WALL) est l'aéroport de Balikpapan. C'est le principal aéroport de la province indonésienne de Kalimantan oriental dans l'île de Bornéo.
En 2012, le trafic de Sultan Aji Muhammad Sulaiman a été de plus de 6,6 millions passagers, ce qui en fait le 6e aéroport indonésien en nombre de passagers.
L'aérogare comporte deux terminaux, A et B. Pour faire face à une croissance continue du trafic, PT Angkasa Pura, l'entreprise d'État qui possède et gère l'aéroport, va agrandir aéroport Sultan Aji Muhammad Sulaiman pour pouvoir accueillir 10 millions de passagers en 2019. Aéroport Sultan Aji Muhammad Sulaiman deviendra ainsi le 3e aéroport d'Indonésie en taille (mais non en trafic), après Soekarno-Hatta à Jakarta et le tout nouvel aéroport international de Kuala Namu à Medan (Sumatra du Nord).

## Situation
| Banda Aceh Denpasar Pangkal · Pinang Tanjung · Pandan Djakarta-Soekarno-Hatta Bengkulu Solo Semarang Pangkalan · Bun Palangkaraya Sampit Palu Djakarta-Halim Perdanakusuma Samarinda Malang Surabaya Balikpapan Ende Kupang Komodo Gorontalo Jambi Bandar Lampung Ambon Tarakan Ternate Manado Gunung · Sitoli Medan Wamena Biak Merauke Timika Jayapura Pekanbaru Batam Tanjung · Pinang Bau-Bau Banjarmasin Makassar Palembang Bandung Pontianak Ketapang Bima Lombok Manokwari Sorong Padang Yogyakarta |

## Statistiques
| Année | Passagers | Fret (tonnes) | Mouvements d'appareils |
| ----- | --------- | ------------- | ---------------------- |
| 2008  | 3 576 380 |               |                        |
| 2009  | 4 311 322 |               |                        |
| 2010  | 5 105 031 |               |                        |
| 2011  | 5 680 961 |               |                        |
| 2012  | 6 620 750 |               |                        |

## Compagnies et destinations
| Compagnies                    | Destinations |
| ----------------------------- | --- |
| Batik Air                     | Jakarta-Halim-Perdanakusuma, Djakarta-S.-Hatta, Tarakan |
| Citilink                      | Banyuwangi, Denpasar-Bali, Djakarta-S.-Hatta, Makassar-Sultan-Hasanuddin, Surabaya-Juanda, Yogyakarta |
| Garuda Indonesia              | Banjarmasin-Syamsudin Noor, Tanjung Redeb-Kalimarau, Djakarta-S.-Hatta, Yogyakarta En saison : Djeddah - Roi-Abdelaziz |
| Lion Air                      | Banjarmasin-Syamsudin Noor, Djakarta-S.-Hatta, Kertajati, Makassar-Sultan-Hasanuddin, Manado-S. Ratulangi, Palu-Mutiara, Pontianak (Supadio), Semarang-A. Yani, Surabaya-Juanda, Tarakan, Yogyakarta En saison : Djeddah - Roi-Abdelaziz |
| NAM Air                       | Tanjung Redeb-Kalimarau, Banjarmasin-Syamsudin Noor, Malinau (en), Tanjung Selor (en) |
| Pelita Air                    | Bontang |
| SilkAir                       | Singapour-Changi |
| Sriwijaya Air                 | Banjarmasin-Syamsudin Noor, Tanjung Redeb-Kalimarau, Makassar-Sultan-Hasanuddin, Palu-Mutiara, Surabaya-Juanda, Tarakan, Yogyakarta |
| RB Link opéré par Malindo Air | Bandar Seri Begawan |
| TransNusa                     | Makassar-Sultan-Hasanuddin, Palu-Mutiara, Banjarmasin-Syamsudin Noor, Palangkaraya, Tanjung Redeb-Kalimarau |
| Wings Air                     | Banjarmasin-Syamsudin Noor, Tanjung Redeb-Kalimarau, Malinau (en), Mamuju, Palangkaraya, Tanjung Selor (en) |
| XpressAir                     | Melak (en) |

Édité le 07/10/2019

### Cargo
| Compagnies                 | Destinations                           |
| -------------------------- | -------------------------------------- |
| Cardig Air                 | Jakarta-Halim-Perdanakusuma, Singapour |
| My Indo Airlines           | Singapour                              |
| Tri-MG Intra Asia Airlines | Jakarta-Halim-Perdanakusuma, Singapour |

## Incidents
Le 30 septembre 2012, deux Sukhoi Su-27 de la base aérienne Hasanuddin ont forcé un monomoteur Cessna 208 piloté par un Américain, qui était entré sans autorisation dans l'espace aérien indonésien, à atterrir à Sultan Aji Muhammad Sulaiman.
Un incident similaire est survenu le 10 avril 2014, lorsqu'un monomoteur Swearingen SX300 immatriculé N54JX (donc aux États-Unis) en provenance de Colombo au Sri Lanka et également entré sans autorisation dans l'espace aérien indonésien a été forcé par des F-16 de l'armée de l'air indonésienne d'atterrir sur la base aérienne Soewondo à Medan dans le nord de Sumatra. Le pilote était suisse.